# Aardbok
De aardbok (Iberodorcadion fuliginator, voorheen geplaatst in het geslacht Dorcadion), ook wel grasboktor, heidebok of heideboktor, is een kever uit de familie van de boktorren (Cerambycidae). 
De soort komt alleen voor in Spanje, Frankrijk, Zwitserland, Duitsland, Nederland en mogelijk België. In Nederland is de soort zeer zeldzaam. De habitat bestaat uit kalkgrasland met weinig begroeiing.
De volwassen aardbok voedt zich met grassen; de larve leeft van de wortels. De kever kan doordat de dekschilden met elkaar vergroeid zijn niet vliegen en loopt ook erg traag.
De imago is 10 tot 15 millimeter lang, de kever heeft in vergelijking met andere boktorren een relatief compacte lichaamsbouw. Er zijn drie kleurvarianten waarbij de dekschilden grijs of bruin/grijs gestreept kunnen zijn of geheel zwart.
De aardbok kent een tweejarige cyclus. Het wijfje legt in het voorjaar de eitjes op stengels van grassen. De larven komen uit in mei en leven zo'n veertien maanden, waarna ze verpoppen. Aan het eind van de zomer sluipen de imagines uit. Zij blijven echter onder de grond en komen pas in het voorjaar tevoorschijn, waarna de voortplanting plaatsvindt.

## Ondersoorten
De volgende ondersoorten zijn bekend:
- I. fulitinator andianum
- I. fuliginator fuliginator
- I. fulitinator loarrense
- I. fulitinator meridionale
- I. fulitinator obesum
- I. fulitinator pyrenaeum
- I. fulitinator urgulli